# Новоєлово
Новоєло́во (рос. Новоелово) — присілок у складі Юкаменського району Удмуртії, Росія.
Населення — 258 осіб (2010; 310 в 2002).
Національний склад (2002):
- удмурти — 92 %

В присілку діє середня школа.